# Dryobotodes semiconfluens
Dryobotodes semiconfluens är en fjärilsart som beskrevs av Barend J. Lempke 1964. Dryobotodes semiconfluens ingår i släktet Dryobotodes och familjen nattflyn. Inga underarter finns listade i Catalogue of Life.